# Josep Vicent Torres i Eiximeno
Josep Vicent Torres i Eiximeno (s. XVII, Benissa? o València? - 13 de maig de 1733, Viena?) fou un noble, polític i militar valencià, lluità durant la Guerra de Successió Espanyola en favor de Carles III l'Arxiduc en defensa dels Furs i Llibertats del Regne de València.
Fill d'Eleuteri Torres, formava part d'una antiga nissaga de juristes valencians i els seus avantpassats havien ocupat la secretaria de la ciutat de València des del segle xv. En 1705 ocupava aquesta magistratura quan el general Joan Baptista Basset desembarcà en Dénia. Es mantingué complint les seues responsabilitats entre tant les tropes lleials al Borbó ocupaven el Regne de València, però el desembre del 1705 fou un dels dos comissionats per la ciutat de València per a capitular la ciutat a les forces del general Basset i oferir l'obediència al nou rei de València Carles III l'Arxiduc. Sota la nova administració austriacista continuà exercint les seues funcions a la secretaria de la ciutat i patí el setge borbònic de València de 1706. Esdevingué un dels hòmens de confiança del rei Carles III l'Arxiduc, que el nomenà noble de València, i en març de 1707 sortí de ciutat de València com a membre de la cúria reial fins a arribar a Barcelona, on el nou monarca espanyol havia fixat la seva cort. Fou allí on li arribaren les notícies de la batalla d'Almansa, la subsegüent conquesta borbònica del Regne de València i dels decrets de Nova Planta que derogaven els Furs i Llibertats valencianes i annexionaven el regne de València a la Corona de Castella. En 1713, malgrat la partida del rei a Viena per a fer-se càrrec de l'Imperi Germànic a causa de la mort del seu germà, Josep Vicent Torres i Eiximeno restà a Barcelona.
A Barcelona va viure a la casa d'en Joan Comellas. Molt refugiats valencians, a banda de la seua família i el servei, trobaven auxili a la seua casa, que estava al carrer de la Mercè. Arribaren a viure sota el mateix sostre 66 persones.
Després de la “traïció” anglesa en el Tractat d'Utrecht, el 9 de juliol de 1713 el Principat de Catalunya reunit en Junta General de Braços aprovà una resolució declarant la guerra en solitari contra Felip V i contra França; tres dies després, el 12 de juliol de 1713, en Josep Vicent Torres i Eiximeno entregà conjuntament amb el comte de Cirat una resolució solemne per la qual la Nació Valenciana s'adheria a la declaració de guerra contra Felip V i contra França en defensa dels Furs i Llibertats valencianes. Torres i Eiximeno segellà el seu compromís amb la pàtria valenciana enrolant-se com a coronel d'infanteria del regiment de la Mare de Déu dels Desemparats, en el qual va lluitar durant tot el setge de Barcelona fins a l'11 de setembre de 1714. Després de la caiguda de la ciutat, i contravenint el que s'havia pactat en les capitulacions de Barcelona, les tropes borbòniques el varen empresonar fins al 1725. Aquell any i gràcies al Tractat de Viena fou alliberat conjuntament amb els altres oficials militars que hi havia en el setge de Barcelona contra la tirania absolutista borbònica. Emigrà a Viena on el ja emperador Carles VI el nomenà secretari del Consell d'Espanya, càrrec que ocupà fins a la seua mort en la capital imperial.
En el seu testament nomenà marmessors el marquès de Villasor, el marquès de Rialb, Joan Amor de Soria, el coronel Francesc Maians i el capità Lluís Siurana.